# C18H20N2O2
化学式C18H20N2O2（摩尔质量：296.37 g/mol）可能指：
- 长春考酯，CAS号：70704-03-9
- 抑食肼，CAS号：112225-87-3

|  | 这个同类索引页列出了具有相同分子式的化学物（即同分異構體）条目。 除非您是有意链接至本页，否则应将相应条目的内部链接指向正确的条目。 |